# 濱岡町站
濱岡町站（日语：／ Hamaokachō eki */?）是位於静岡縣小笠郡濱岡町（現時：御前崎市），靜岡鐵道駿遠線的鐵路車站（廢站）。
此站的路軌原本是陸軍遠江射場的專用軌道（路線原本是獨自敷設）。因此車站位於池新田市區以南位置，距離濱岡砂丘較近。站前設有商店。此站較多池新田高校的師生使用。
在廢站前一刻，由於列車班次數目較少，因此此站當時為一座無人車站。在新三俁至地頭方之間，列車交會車站會在堀野新田站發生。

## 歷史
- 1948年（昭和23年）
  - 1月20日 - 静岡鐵道中遠線新三俁站至池新田站之間開通，池新田站啟用[1]。
  - 9月6日 池新田站至地頭方站之間開通[1]，中遠線併入至駿遠線，此站成為中途站。
- 1955年（昭和30年）4月1日 - 隨著池新田町（日语：池新田町）被合併使町名進行變更，此站改名為濱岡町站[1]。
- 1964年（昭和39年）9月27日 - 堀野新田站至新三俁站之間被廢除，此站也被廢除[1]。

## 現狀
車站遺址是在國道150號濱岡交匯處和保齡球館之間的側道。

## 其他
在1935年廢除的堀之內軌道（堀之內站前 - 池新田之間，全長14.8公里）中，也有一座池新田站。但是該站較近市區，兩站不是在同一位置。另外，該站在戰前已經廢除，因此兩站沒有在同一時間存在。

## 相鄰車站
靜岡鐵道
駿遠線
櫻池－濱岡町－鹽原新田

## 注腳
1. 1 2 3 4  今尾惠介監修《日本鐵道旅行地圖帳 7號 東海》新潮社 31頁

## 相關項目
- 日本鐵路車站列表 Ha

## 外部連結
- 營業當時的樣子 - むーさん. . むーさんの鉄道風景 N氏の駿遠線資料室. 2011年1月8日 更新  [2011年8月3日(水)] （日语）.
- 廢線後的樣子 - kitoudenki.exblog.jp. . 城東電軌.   [2011年8月3日(水)]. （原始内容存档于2011年2月17日） （日语）.